# We Are the World (album)
We Are the World è un album del 1985 del supergruppo musicale statunitense USA for Africa e di altri artisti, tra i quali Prince e i Northern Lights, registrato per raccogliere fondi per combattere la fame in Etiopia.

## Contenuti
Oltre al brano del titolo, l'album include altre nove canzoni inedite donate da vari artisti, tra cui Prince, Bruce Springsteen & The E Street Band che interpretano Trapped di Jimmy Cliff e Tina Turner con la cover Total Control dei Motels. Prince & The Revolution composero ed interpretarono appositamente per l'album il brano 4 the Tears in Your Eyes, che fu successivamente pubblicato anche in una versione dal vivo nella raccolta del cantante The Hits/The B-Sides; Prince era stato inizialmente invitato alle registrazioni del singolo We Are the World ma non voleva registrare insieme agli altri artisti ma solo in uno studio separato, ma Richie e Jones rifiutarono e così il cantante diede infine forfait. Decise poi di prendere parte all'album con questa canzone inedita. Il brano Tears Are Not Enough è di un altro supergruppo, il canadese Northern Lights.

## Successo commerciale
L'album vendette oltre 3 milioni di copie, raggiungendo la posizione numero 1 della classifica generale di Billboard il 27 aprile 1985, quattro giorni dopo l'uscita, risultato in precedenza ottenuto solo dai Beatles e dai Rolling Stones, rimanendoci fino al 17 maggio 1985.

## Tracce
1. USA for Africa - We Are the World (Michael Jackson, Lionel Richie) – 7:02
2. Steve Perry - If Only for the Moment, Girl (Randy Goodrum, Steve Perry) – 3:44
3. The Pointer Sisters - Just a Little Closer (Robbie Nevil, Mark Mueller) – 3:53
4. Bruce Springsteen & The E Street Band - Trapped (Live) (Jimmy Cliff) – 5:11
5. Northern Lights - Tears Are Not Enough (David Foster, Bryan Adams, Jim Vallance) – 4:21
6. Prince & The Revolution - 4 the Tears in Your Eyes (Prince) – 2:45
7. Chicago - Good for Nothing (Richard Marx, Robert Lamm, David Foster) – 3:35
8. Tina Turner - Total Control (Martha Davis, Jeff Jourard) – 3:38
9. Kenny Rogers - A Little More Love (Thom Schuyler, Fred Knobloch) – 2:54
10. Huey Lewis and the News - Trouble in Paradise (Live) (Johnny Colla, Bill Gibson, Chris Hayes, Sean Hopper, Huey Lewis, Mario Cipollina) – 4:34

## Classifiche
| Anno | Classifica                       | Posizione |
| ---- | -------------------------------- | --------- |
| 1985 | Classifica generale di Billboard | 1         |

## Crediti
- Produttore esecutivo: Ken Kragen
- Supervisore album: Humberto Gatica